# El Eucaliptus
El Eucaliptus ou El Eucalipto est une ville de l'Uruguay située dans le département de Paysandú. Sa population est de 401 habitants.

## Population
| Année | Population |
| ----- | ---------- |
| 1963  | 145        |
| 1975  | 235        |
| 1985  | 176        |
| 1996  | 214        |
| 2004  | 401        |

Référence,: